# Hopelchén
Hopelchén – miasto w Meksyku, w stanie Campeche, leżące na półwyspie Jukatan, w odległości około 80 km od Zatoki Meksykańskiej i stolicy stanu Campeche. W 2010 roku miasto liczyło 7295 mieszkańców. Nazwa miasta pochodzi od słów w języku Majów oznaczających miejsce pięciu studni.

## Gmina Hopelchén

Położenie gminy Hopelchén na mapie stanu Campeche

Miasto jest siedzibą władz gminy Hopelchén, jednej z 11 gmin w stanie Campeche. Według spisu z 2010 roku ludność gminy liczyła 37 777 mieszkańców. Gmina zajmując de 7 460,27 km² jest jedną z większych pod względem powierzchni w stanie Campeche. Ma charakater równinny a pokryta jest w większości lasami, które mają charakter lasów deszczowych.
Gminę utworzono w 1915 roku decyzją gubernatora stanu Campeche. Ludność gminy jest zatrudniona według ważności w następujących gałęziach: rolnictwie,  hodowli, leśnictwie i usługach turystycznych.